# Howden
Howden è un paese di 3 810 abitanti dell'East Riding of Yorkshire, in Inghilterra.
Qua nacque il letterato William Empson.